# Kix
Kix é uma banda estadunidense de glam metal e hard rock que foi popular na década de 1980.

## História

### Formação
KIX foi formado por Ronnie Younkins, Brian Forsythe e Donnie Purnell em dezembro de 1977 em Hagerstown, Maryland, como The Shooze e, em seguida, mudou o seu nome para The Generators antes de eventualmente resolver por KIX.
Eles foram considerados uma das maiores bandas de covers de Maryland, antes da sua assinatura com a gravadora Atlantic em 1981. Apesar de considerada por muitos Glam metal, estilo de bandas pop metal que tinham a inspiração do pop chiclete e da new wave, bem como hard rock, seu estilo na verdade era um "glam punk".
Em 1981, eles laçaram a seu auto-intitulado primeiro álbum, Kix, apresentando “Atomic Bombs”, “Heartache”, “Contrary Mary”, “The Itch”, e “The Kid”. “Love at First Sight” instantaneamente tornou-se a música favorita nos shows. “Kix Are for Kids” criativamente fundiu o nome da banda com dois cereais populares dos anos 60 e 70, Kix (que apresentou um comercial de bomba atômica), bem como o Trix Rabbit (do slogan "Silly rabbit, Trix are for kids!"). "Yeah, Yeah, Yeah" tornou-se a mais popular canção nos concertos, sempre com um único anúncio-lib desempenho do vocalista Steve Whiteman. Com este álbum, o estilo irreverente de fazer Rock & Roll do Kix foi estabelecido.
O álbum posterior, de 1983, Cool Kids, mostra um lado um pouco mais comercial da banda com o título da canção single “Body Talk”. Um pouco esquecida, mas uma canção favorito com o público feminino, foi a balada “For Shame”.
Kix então tinha parceria com Ratt e com futuro produtor do Warrant, Beau Hill e, em 1985, lançado o álbum Midnite Dynamite, apresentando um Hard-Rock único com o mesmo nome e e sons funk-rock “Cold Shower” e “Sex”. O álbum incluía também a música “Bang Bang Balls of Fire”, que foi co-escrito pelo então desconhecido Kip Winger pouco antes de ele aderir a banda de Alice Cooper.
A banda foi ao oeste antes de começar a fazer o próprio nome, em lugares como o Sunset Strip, onde Mötley Crüe e outras bandas de Glam metal ascendiam ao estrelato. No entanto, enquanto firmavam seus nomes em Los Angeles e dividindo palco com rockers semelhantes como Poison no LA’s Country Club, a banda achou que a maioria do palco do show deles foi roubado por aquela banda, os mesmos que, posteriormente, viriam a se tornar um dos maiores sucessos do Glam Metal.
Em 1987, o vocalista Steve Whiteman foi um dos muitos músicos a ter participado do álbum Love Is For Suckers do Twisted Sister. Outros artistas incluídos foram o baixista/vocalista Kip Winger e guitarrista Reb Beach.
Kix voltou ao estúdio para gravar mais músicas. Em 1988, eles lançavam “Blow My Fuse”, e finalmente alcançado a fama com o disco de platina. A lenta balada “Don’t Close Your Eyes” - contendo uma letra anti-suicídio - abriram caminho e outros singles de grande popularidade seguidos. O álbum trouxe “Cold Blood” e “Blow My Fuse”, com populares vídeos mostrando a banda em concerto no Hammerjack. Em 1989, a banda trazia “Kix, Blow My Fuse: The Videos” com os seus vídeos-clipes e por trás-das-cenas. Como Kix estava finalmente graduado na arenas, abriu apresentações para artistas populares como Aerosmith.

### Últimos anos
Infelizmente, um desastre financeiro aconteceu por meio de seu contrato original com Atlantic. Sem este, que tinham concordado com um contrato que não lhes reconhecia os direitos relativamente por nada. Disputas e mudanças no contrato atrasou o lançamento de seu próximo álbum em três anos.
O álbum Hot Wire finalmente chegou em 1991 com o single, "Girl Money". Mas era tarde demais; grunge chegou de Seattle, substituindo cabelo e bandas glam. Durante a tour em 1992, fizeram um álbum ao vivo, intitulado Live at the University of Maryland, College Park. Este álbum, que internamente se referia por "Obrigações Contratuais Ao Vivo", foi liberado em 1993. Por acordo com Atlantic, a banda Kix foi liberada de seu contrato com esse selo. Em 1995, a banda lançava seu último álbum Show Business, em CMC Recordings. Infelizmente, o álbum não vingou. Steve Whiteman disse: “A Indústria da Música começou uma nova festa e a Kix não foi convidada”. A banda rompeu-se em 1995, e o Hammerjack’s Concert Hall foi a baixo em 12 de junho de 1997 para dar lugar a um estacionamento para estádio dos Baltimore Ravens.

### Projetos paralelos
Steve Whiteman ressurgiu como o principal vocalista de banda local Hagerstown Funny Money, com quem continua a trabalhar. Jimmy Chalfant entrou também na Funny Money como baterista. Whiteman também ensina canto no The Musician’s Institute em Baltimore e Triple R, guitarra em Lemoyne, Pensilvânia. Ronnie Younkins mudou-se para LA e escreveu, gravou e lançou o álbum “The Slimmer Twins - Lack of Luxury” com a colaboração da cantora Jeremy L. White, em 2000. Ao voltar à costa leste ele fundou The Blues Vultures em 2002, levando a um amadurecimento vocalista e compositor, e seguiu em 2005 com o álbum “The Blues Vultures - Cheap Guitars & Honky Tonk Bars”. Brian Forsythe desempenha na The Snakehandlers e recentemente saiu em turnê como o guitarrista da Rhino Bucket. Brian pode ser ouvido sobre a Bucket’s 2005 e lançou And Then It Got Ugly.
Steve Whiteman, Ronnie Younkins, Brian Forsythe, e Jimmy Chalfant têm se reunido algumas vezes por ano nos últimos tempos para fazer o Kix Reunion, shows na área de Maryland/Pennsylvannia, que tem sido muito bem recebidas. Até à data, Donnie Purnell se recusou a participar em qualquer reunião do Kix.

### Retorno
Recentemente, a banda KIX postou uma nota na internet agradecendo os fãs por darem o maior apoio a banda nos dois shows em grandes festivais americanos que fez este ano. E para fazer a felicidade dos fãs norte-americanos, a banda acaba de anunciar alguns shows extras por lá.
São cinco datas que irão acontecer em Maryland, Virginia e Nova York. E lembrando que são datas extras, pois estava previsto na agenda do grupo que eles fariam apenas 2 shows em 2008, nos 2 festivais, afinal todos os integrantes se encontram em projetos paralelos ou em outros trabalhos.
Em 2014 a banda lançou seu último álbum de estúdio, Rock Your Face Off, pela gravadora Loud & Proud Records.

## Discografia

### Álbuns de estúdio
- Kix (1981)
- Cool Kids (1983)
- Midnite Dynamite
- Blow My Fuse (1988)
- Hot Wire (1991)
- $how Bu$ine$$ (1995)
- Rock Your Face Off (2014)

### Ao vivo
- Live (1993)

### Coletâneas
- The Essentials (2002)
- Thunderground (2004)
- Rhino Hi-Five (2006)